# Dumangas
Dumangas (Bayan ng Dumangas) är en kommun i Filippinerna. Kommunen ligger på ön Panay, och tillhör provinsen Iloilo. Folkmängden uppgår till 56 291 invånare.

## Barangayer
Dumangas är indelat i 45 barangayer.
| - Bacay - Bacong - Balabag - Balud - Bantud - Bantud Fabrica - Baras - Barasan - Bolilao - Calao - Cali - Cansilayan - Capaliz - Cayos - Compayan | - Dacutan - Ermita - Pd Monfort South (Guinsampan) - Ilaya 1st - Ilaya 2nd - Ilaya 3rd - Jardin - Lacturan - Pd Monfort North (Lublub) - Managuit - Maquina - Nanding Lopez - Pagdugue - Paloc Bigque - Paloc Sool | - Patlad - Pulao - Rosario - Sapao - Sulangan - Tabucan - Talusan - Tambobo - Tamboilan - Victorias - Burgos-Regidor (Pob.) - Aurora-del Pilar (Pob.) - Buenaflor Embarkadero (Pob.) - Lopez Jaena-Rizal (Pob.) - Basa-Mabini Bonifacio (Pob.) |